# 青岛太平路小学
36°3′40″N 120°19′22″E / 36.06111°N 120.32278°E
青岛太平路小学是位于中国山东省青岛市市南区太平路2号的一所小学，1933年建校。

## 概况
青岛太平路小学为青岛市政府1933年9月所设立，最初有学生6个班，附设幼稚园1个班，另曾在中山公园设一分校，设有4个班，全校共有学生339人、教职员15人。1937年因全面抗战爆发而停课，1938年1月日军占领青岛后，校舍被日军独立混成第5旅团（“桐部队”）占用。1945年抗战结束后校舍被美军占用，1946年春经交涉收回校舍复校，名为“青岛市立太平路中心国民学校”。1953年定为市重点小学、第一实验小学，1978年定为区重点小学。
该校现有教学班24个，2015年有学生1105人，专任教师74人，中学高级教师2人，小学高级教师29人。该校被认为是青岛市内的一流老牌名校，具有2008北京奥林匹克教育示范学校、山东省教学示范学校、山东省艺术教育示范学校、山东省体育传统项目先进学校、青岛市精神文明标兵单位等荣誉称号。

## 校舍
该校校舍位于青岛湾畔，邻近青岛栈桥等景点，占地面积6935.52平方米，建筑面积3525.17平方米。该校主楼建于1933年，1933年7月1日开工，9月竣工，由青岛市工务局设计，青岛市财政局出资建设，耗资39260元。初建时楼高二层，平面呈“工”字形，正立面中轴对称，主入口位于一层中央，其上为外阳台，上方檐口起阶梯形山墙，楼内设有12间普通教室、4间特别教室，及办公室等附属房间若干，还设有1间可容纳800人的礼堂。该楼整体装饰简洁而稳重大方，其设计水平与建设标准在当时属较高水平。该楼后扩建为三层。
太平路小学操场位于江苏路广西路东南角，操场与校舍之间为天后宫而因此不相连通。
- 太平路小学校舍原貌，1934年
- 太平路小学校舍原貌
- 太平路小学门前等待遣返回国的日军士兵，1945年10月
- 太平路小学教学楼近景，2019年3月